# ایده‌لوی خلیفه
ایده‌لوی خلیفه یکی از روستاهای استان آذربایجان شرقی است که در دهستان آتش‌بیگ قرانقو بخش نظرکهریزی شهرستان هشترود واقع شده‌است.